# آبشار سوله دوکل

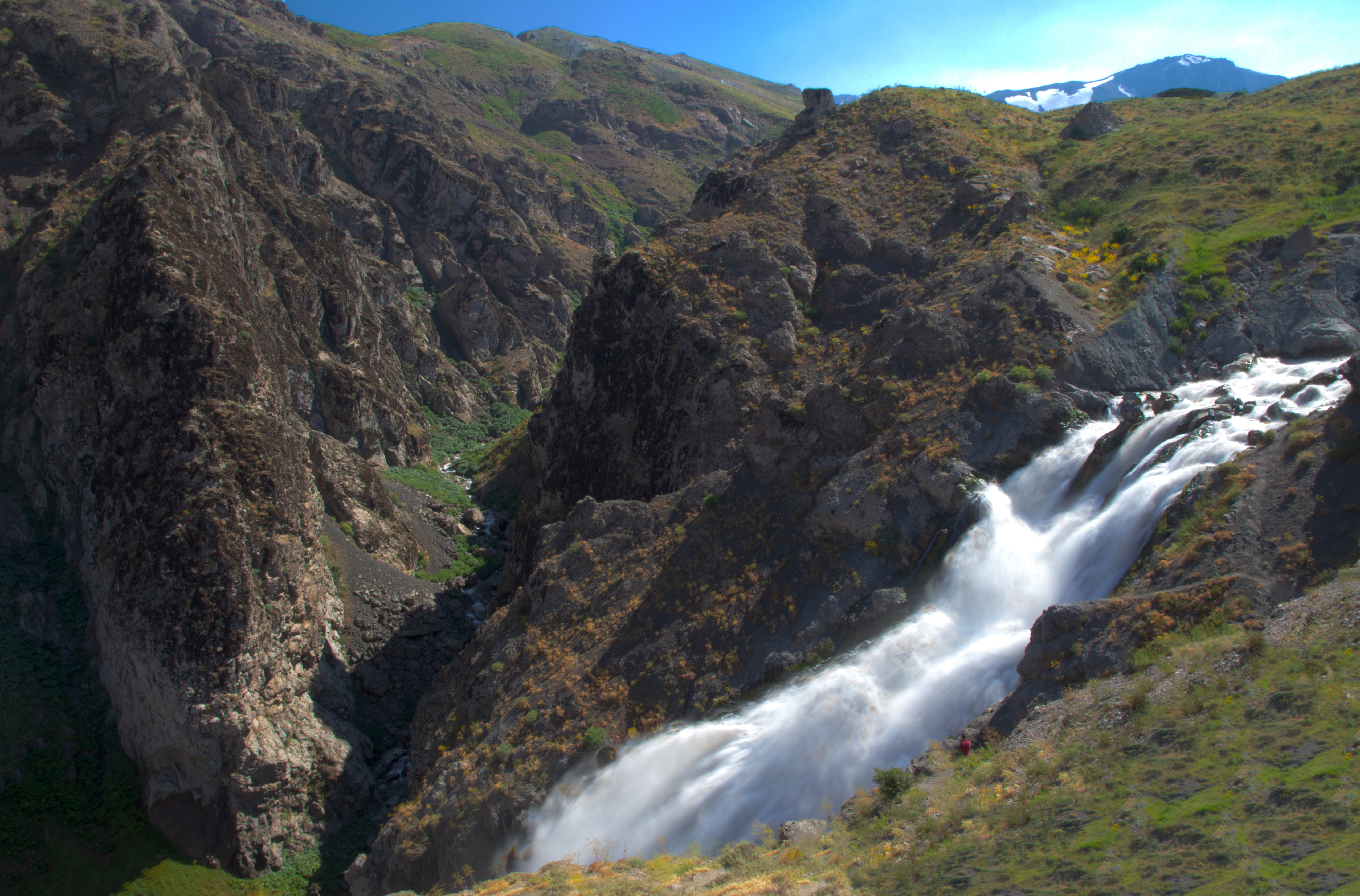
آبشار سوله دوکل منطقه دالامپر استان آذربایجان غربی

آبشار سوله دوکل از مرتفع‌ترین آبشارهای ایران است و در منطقهٔ دالانپر واقع است. این آبشار از جاذبه‌های گردشگری منطقه محسوب می‌شود.
سوله دوکل (سول در زبان کردی به معنای آبشار و دوکل یعنی بخار آب) در دامنهٔ کوه دالانپر در منطقه مرگور واقع است. روستایی نیز به همین نام در جوار آبشار قرار دارد. آبشار سوله دوکل با چمن‌زارهای اطراف در نزدیکی روستای دیزج از توابع زیوه در جنوب غربی شهرستان ارومیه واقع شده‌است. این آبشار یکی از سرشاخه‌های رودخانهٔ باراندوزچای محسوب می‌گردد.

## نیروگاه برق‌آبی
وزارت نیرو قصد دارد در محل این آبشار یک نیروگاه برق‌آبی ۴ مگاواتی احداث کند. در بهمن ۱۴۰۳ نمایندۀ ارومیه در مجلس شورای اسلامی اعلام کرد احداث این نیروگاه باعث خشک شدن آبشار سوله دوکل و سرچشمه‌های تالاب‌ها و چشمه‌های کوهستان دالانپر  خواهد شد و خواهان توقف اجرای این پروژه شد.

## گالری

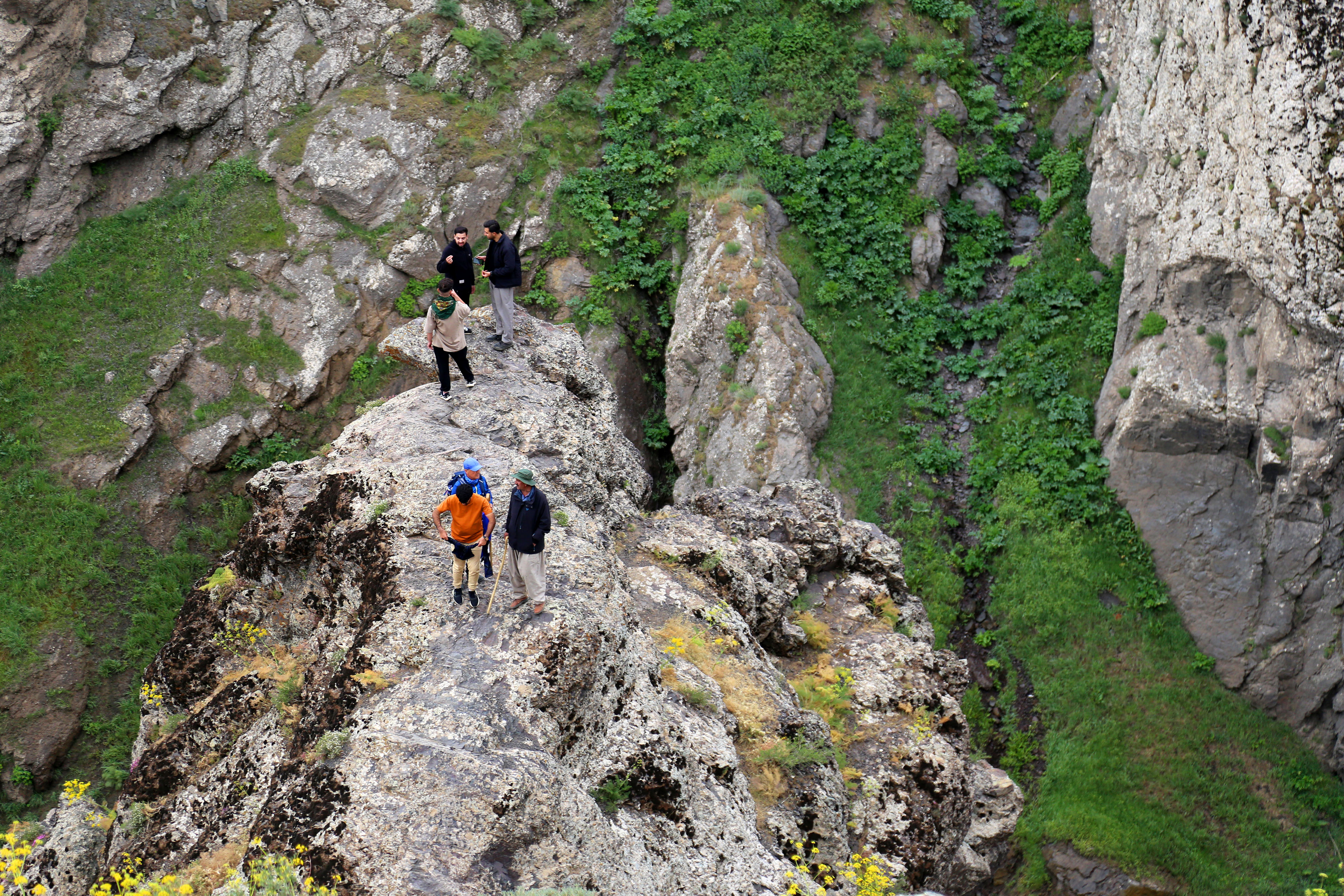
آبشار سوله دوکل، آذربایجان غربی
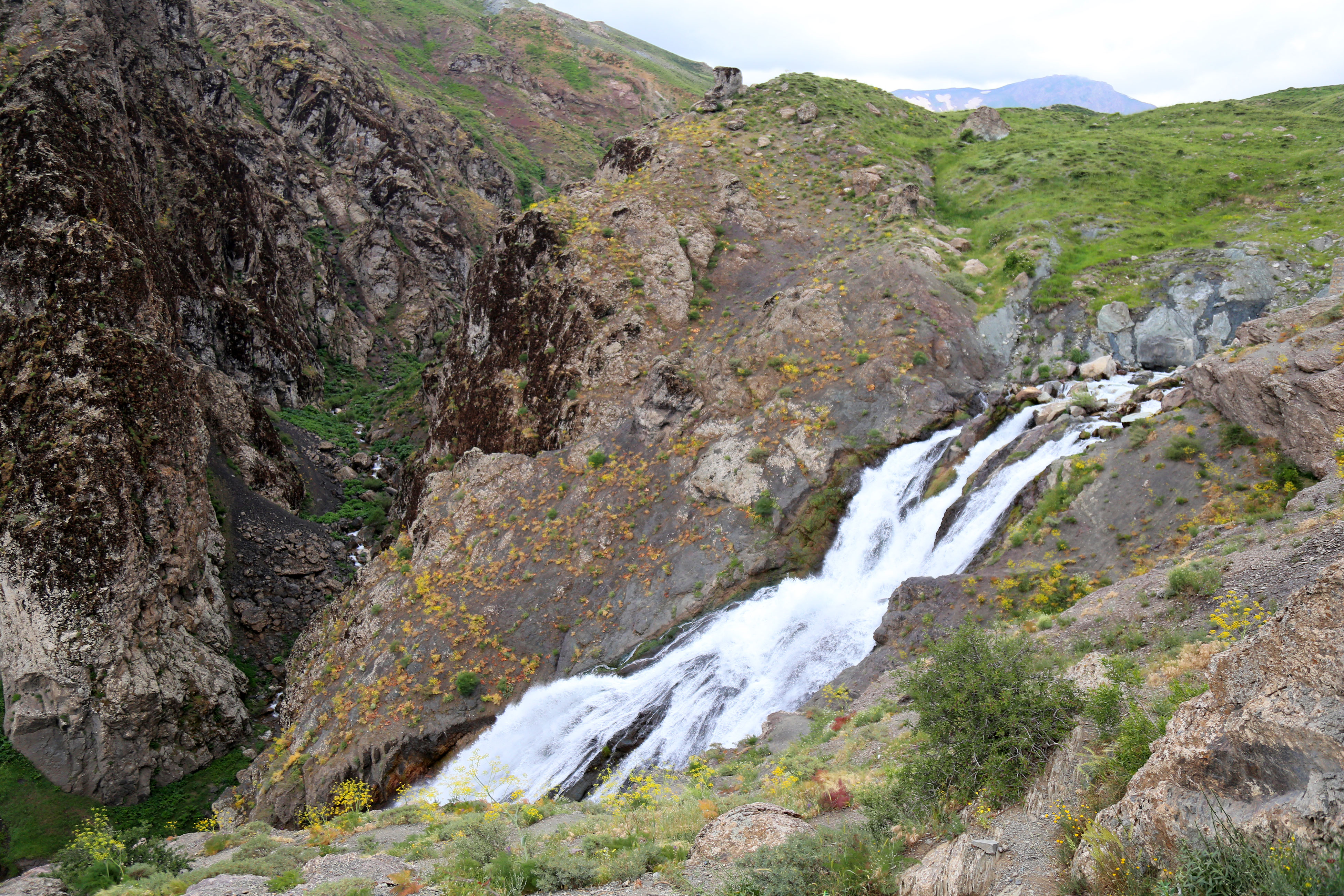
آبشار سوله دوکل، آذربایجان غربی
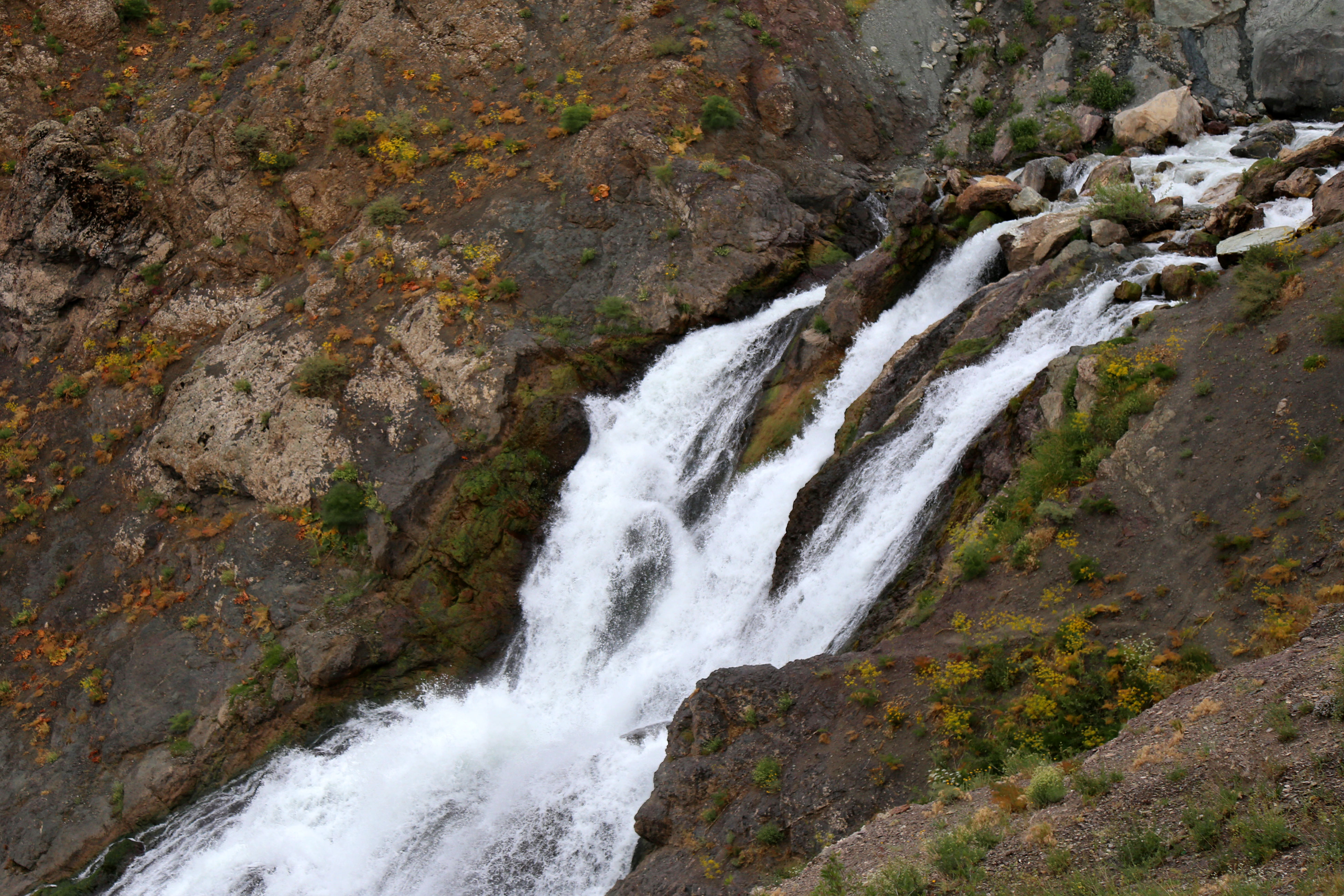
آبشار سوله دوکل، آذربایجان غربی
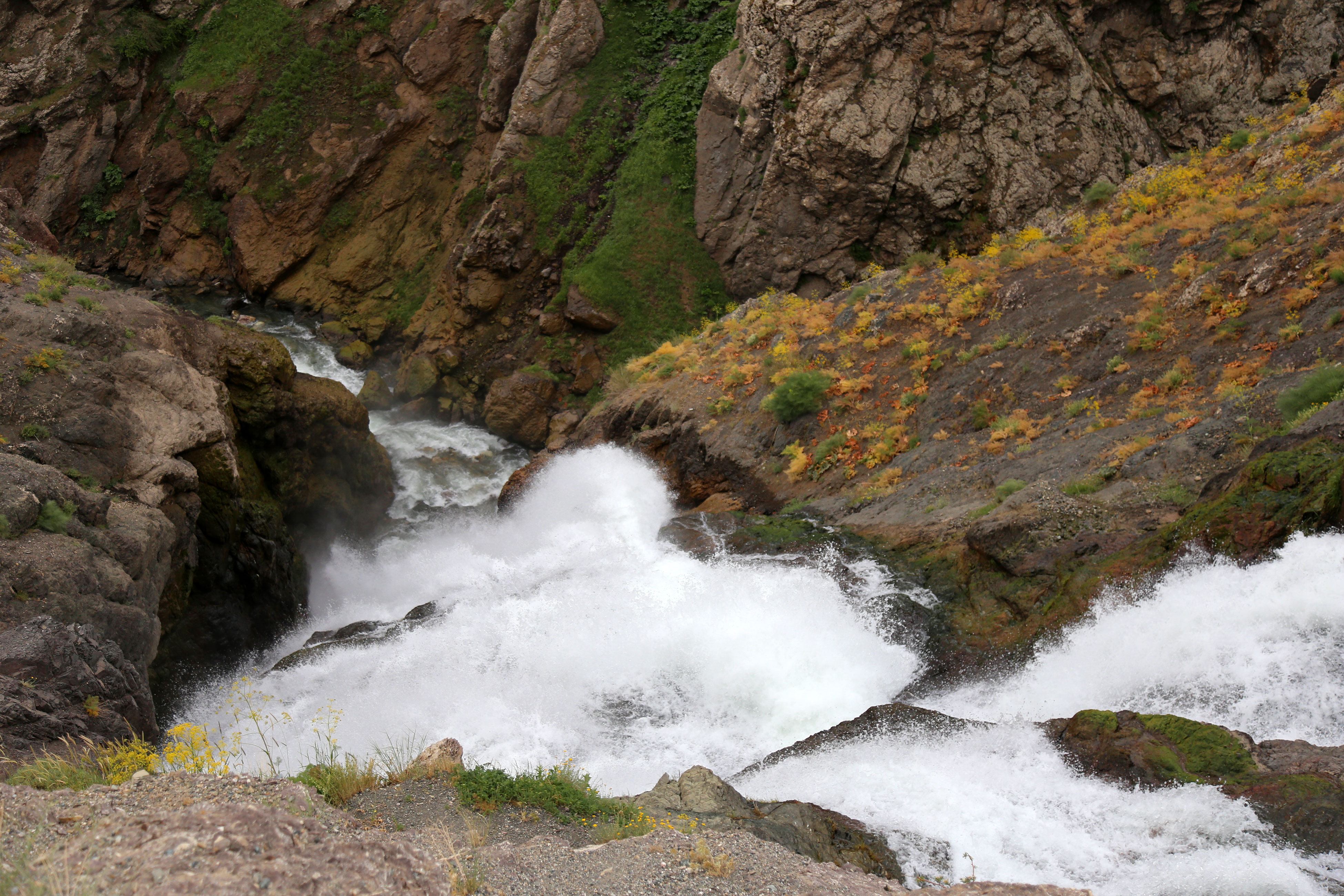
آبشار سوله دوکل، آذربایجان غربی
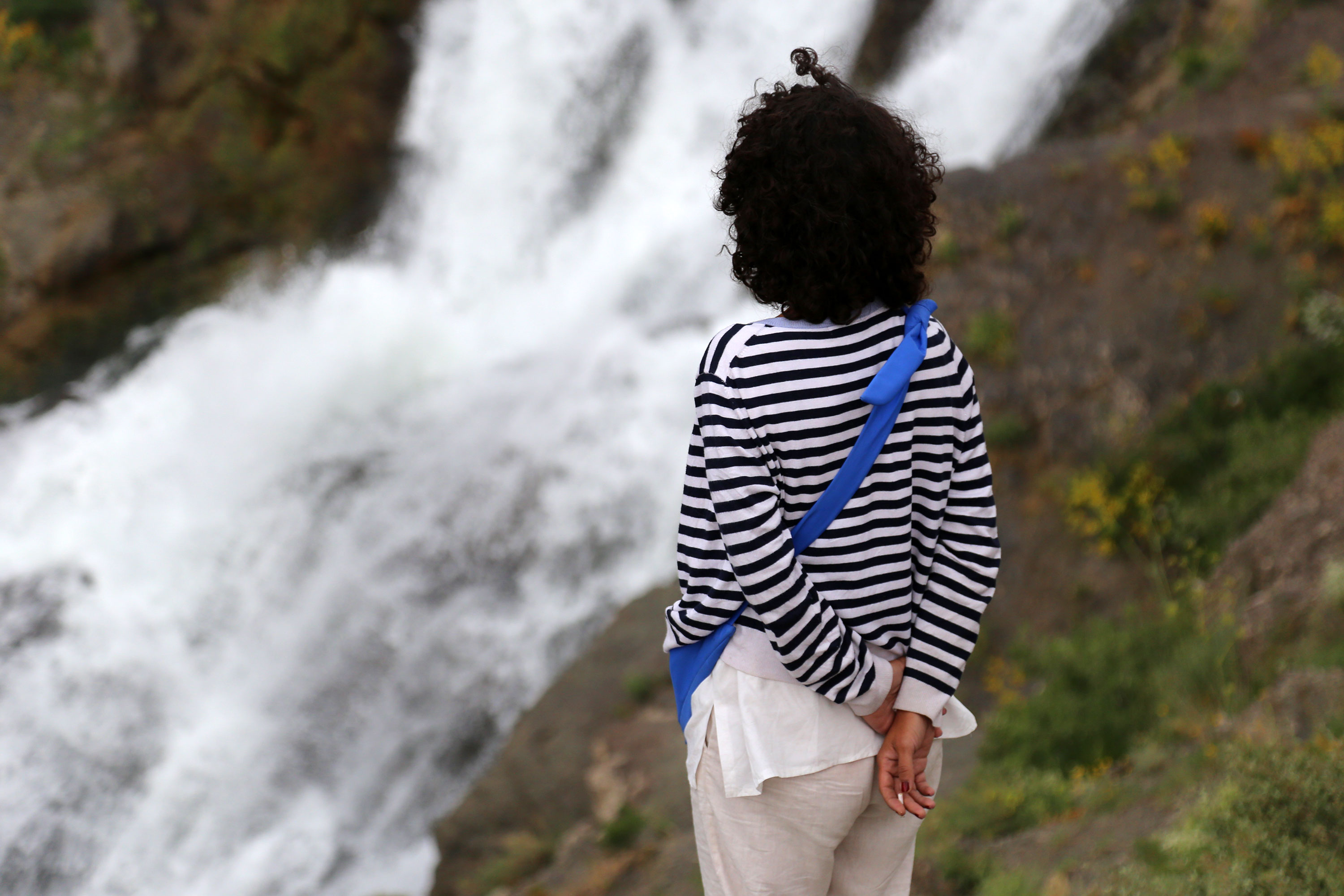
آبشار سوله دوکل، آذربایجان غربی
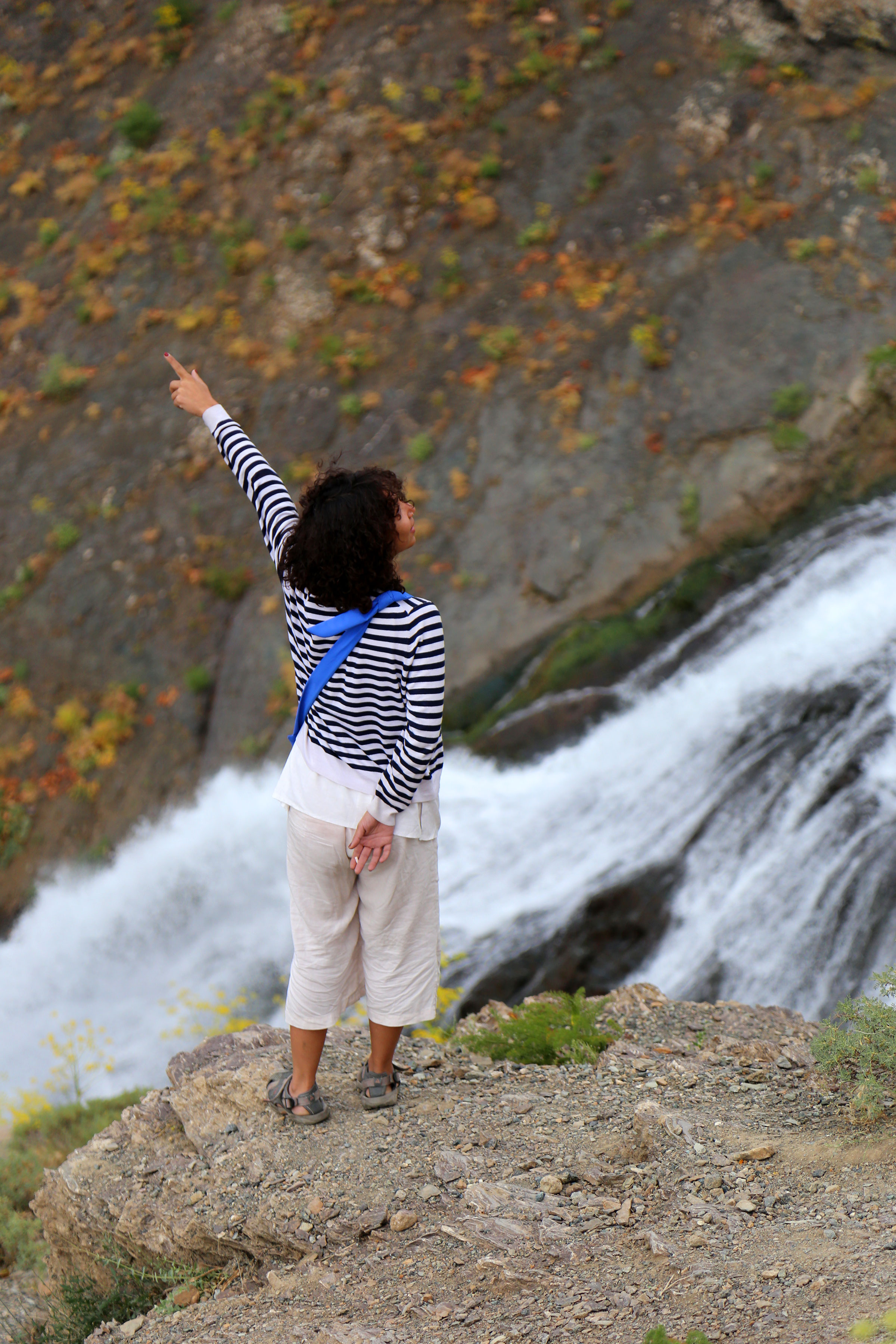
آبشار سوله دوکل، آذربایجان غربی
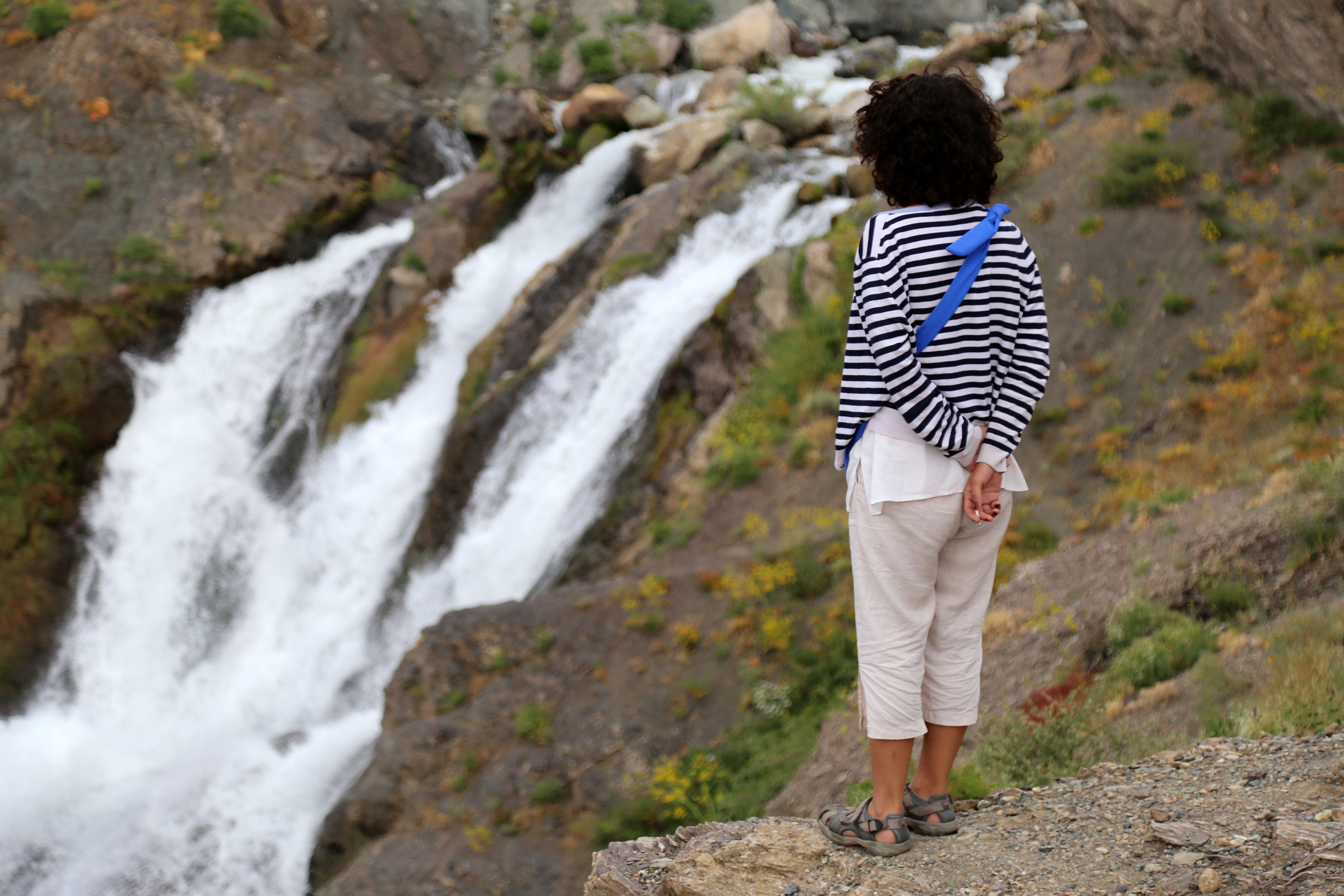
آبشار سوله دوکل، آذربایجان غربی